# Hardy Krüger

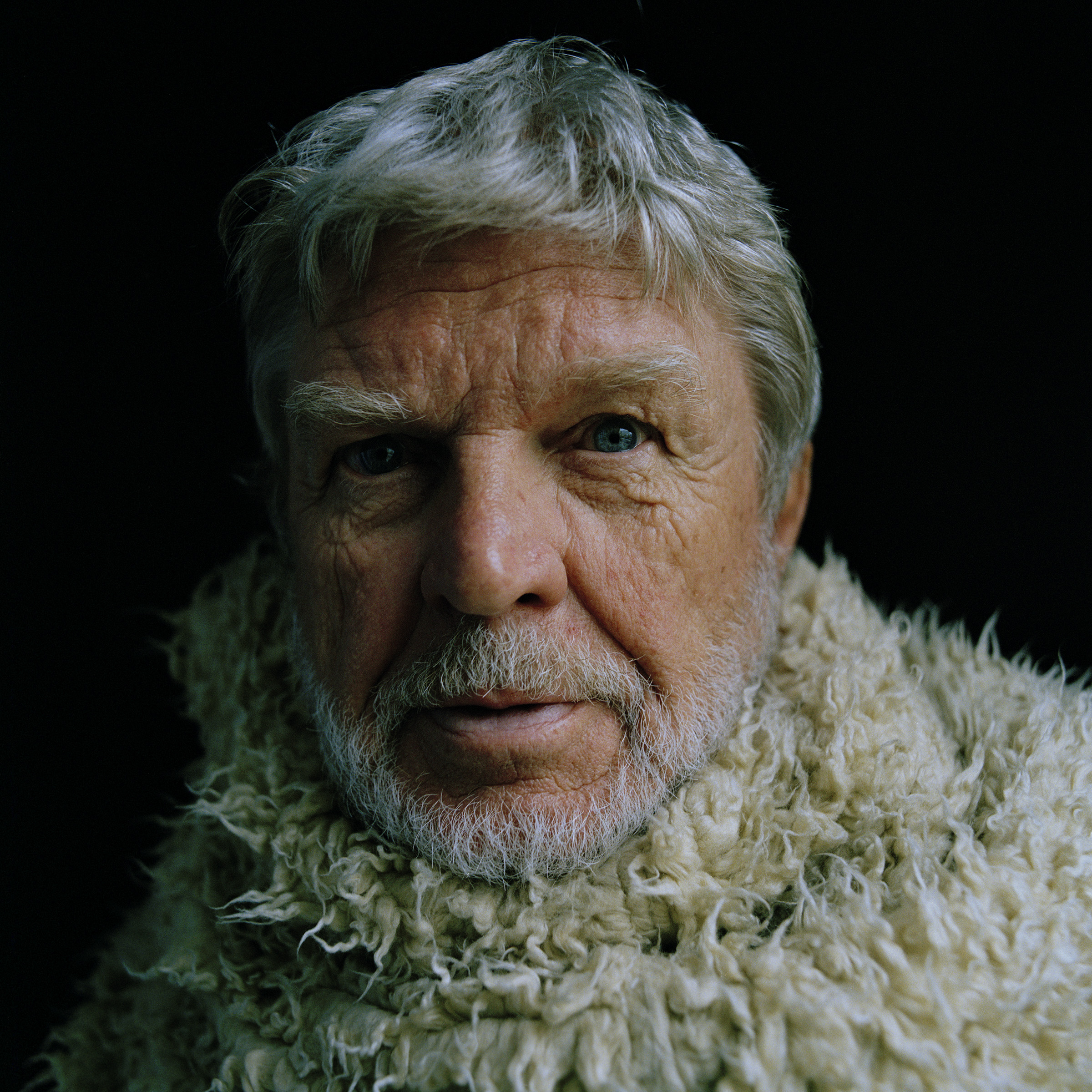
Hardy Krüger fotografiert von Oliver Mark, Berlin 2001

Hardy Krüger (* 12. April 1928 als Eberhard August Franz Ewald Krüger in Berlin; † 19. Januar 2022 in Palm Springs, Kalifornien) war ein deutscher Filmschauspieler, Hörspielsprecher, Synchronsprecher und Schriftsteller. Er war einer der erfolgreichsten deutschen Schauspieler der 1950er und 1960er Jahre. Nachdem er sich in Deutschland als Filmstar etabliert hatte, wurde er auch mit internationalen Filmproduktionen wie Einer kam durch, Hatari!, Der Flug des Phoenix, Barry Lyndon, Die Brücke von Arnheim und Die Wildgänse kommen bekannt. Zudem engagierte er sich öffentlich gegen Rechtsextremismus.

## Leben

### Jugend
Krüger wurde 1928 in Berlin-Wedding als Sohn des Ingenieurs Max Krüger, der Betriebsleiter der Berliner-Tanklager-GmbH (BeTaLag) war, und dessen Frau Auguste Meier in ein nationalsozialistisches Elternhaus geboren. Er hatte eine ältere Schwester. Die Familie zog in den 1930er Jahren nach Berlin-Biesdorf, wo er aufwuchs. 
Er gehörte der Hitler-Jugend an. Auf Wunsch seiner Eltern kam er 1941 als Dreizehnjähriger in ein Elite-Internat, die Adolf-Hitler-Schule (AHS), die kriegsbedingt auf die NS-Ordensburg Sonthofen verlegt worden war. Zu seinen Schulkameraden gehörten unter anderen Jakob Muth und Theo Sommer. Bis 1944 wurde Krüger hier für eine künftige Führungsposition im NS-Staat erzogen, wobei sein Berufswunsch Ingenieur war.
Während seiner Schulzeit in Sonthofen wurde er 1943 als Darsteller des Lehrlings Heinz Baum, genannt „Bäumchen“, für den NS-Propagandafilm Junge Adler unter der Regie von Alfred Weidenmann ausgewählt. Der Film wurde 1943 in den UFA-Studios in Babelsberg gedreht und kam im Mai 1944 in die Kinos. Nach eigener Aussage öffnete bei diesen Dreharbeiten der Filmstar Hans Söhnker dem jungen Krüger die Augen über Hitler, den Krieg und die Konzentrationslager. Krüger betrachtete Söhnker daraufhin als „Ersatzvater“ und sprach später von einem Wiedersehen 1946 und von einer Freundschaft der beiden. Söhnker dagegen schreibt in seiner Autobiographie, er habe Krüger 1951 kennengelernt.
Noch kurz vor dem Kriegsende wurde Krüger Ende März 1945 zum Wehrdienst eingezogen und kam in die neu aufgestellte 38. SS-Grenadier-Division „Nibelungen“. Nach seiner Aussage habe er sich geweigert, auf einen amerikanische Trupp zu schießen, und wurde dafür zum Tode verurteilt, sei aber dann, vermutlich aufgrund seines jugendlichen Aussehens, von einem SS-Offizier verschont und zu seinem Meldegänger gemacht worden. Dies habe Krüger genutzt, um zu desertieren.

### Schauspielkarriere

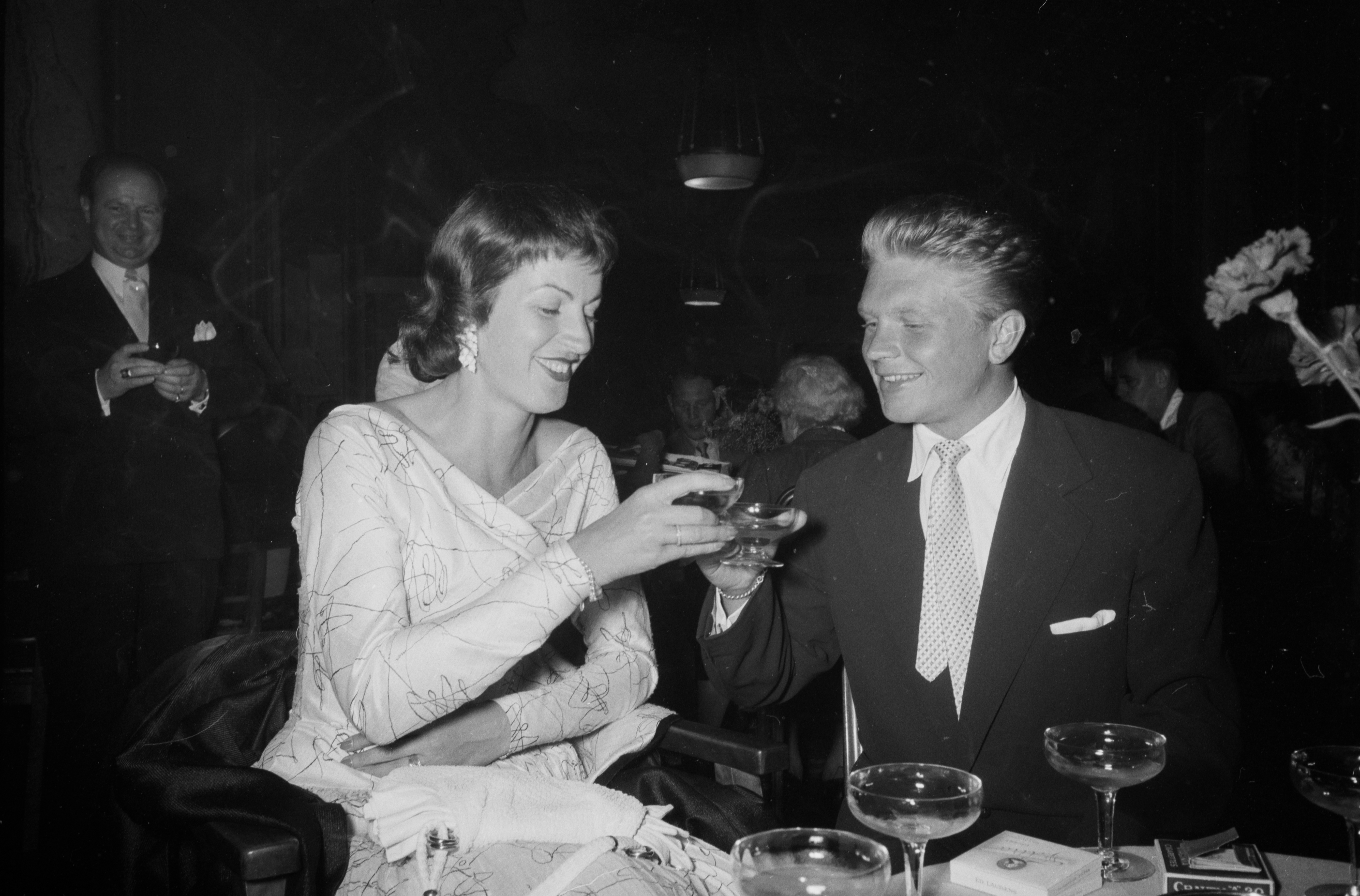
Hardy Krüger, 1955

Auf Rat von Wolfgang Liebeneiner wurde Krüger Statist im Hamburger Schauspielhaus und Sprecher beim NWDR. Nach einem Wechsel nach Hannover kristallisierte sich bald sein schauspielerisches Talent heraus. In den 1950er Jahren wurde er zu einem beliebten Filmstar in Deutschland, fand allerdings das deutsche Nachkriegskino zu seicht, weshalb er vermehrt nach internationalen Angeboten Ausschau hielt.
Seine Darstellung des Jagdfliegers Franz von Werra in dem britischen Kriegsfilm Einer kam durch machte ihn 1957 im englischsprachigen Raum bekannt. In der Folgezeit war er bis zu Beginn der 1960er Jahre abwechselnd in deutschen wie in internationalen Produktionen zu sehen, wobei sich die Qualität der deutschen Filme nach seiner Rückkehr aus England 1957 (Der Fuchs von Paris, Banktresor 713, Gestehen Sie, Dr. Corda!, die beiden Käutner-Inszenierungen Der Rest ist Schweigen und Die Gans von Sedan sowie Bumerang und Zwei unter Millionen) merklich steigerte.
Nach dem Krieg war er einer der wenigen deutschen Schauspieler, die eine internationale Filmkarriere machten; er nannte sich nun Hardy Krüger. Er wirkte bis in die 1980er Jahre in zahlreichen Produktionen mit, so unter anderem in Howard Hawks’ Tierfängerfilm Hatari! an der Seite John Waynes, in dem Söldnerstreifen Die Wildgänse kommen neben Richard Burton und Roger Moore, in dem mit James Stewart, Richard Attenborough und Peter Finch hochkarätig besetzten Flugzeugabsturz-Drama Der Flug des Phoenix von Robert Aldrich und im Film Das rote Zelt, einer sowjetisch-italienischen Koproduktion mit Sean Connery und Claudia Cardinale. In Frankreich spielte er unter anderem einen deutschen Hauptmann in dem Wüstenkriegsdrama Taxi nach Tobruk an der Seite von Lino Ventura und Charles Aznavour und übernahm die männliche Hauptrolle im Drama Sonntage mit Sybill, das 1963 den Oscar in der Kategorie Bester fremdsprachiger Film gewann.
Krüger wurde aufgrund seiner nordischen Erscheinung (blonde Haare und blaue Augen) vor allem im englischsprachigen Film gern als Wehrmachtsoffizier des Zweiten Weltkriegs besetzt, beispielsweise in dem All-Star-Movie Die Brücke von Arnheim seines Flug-des-Phoenix-Mitstreiters Attenborough und in der Kriegskomödie Das Geheimnis von Santa Vittoria als Gegenspieler von Anthony Quinn und Anna Magnani. Er erhielt jedoch auch Rollen mit positiven Charakterzügen, die das „gute Deutschland“ verkörpern sollten.
1971 war er Hauptdarsteller des Durbridge-Fernsehkrimis Das Messer. Deutsche Fernsehzuschauer kennen Krüger auch aus den Reisegeschichten der Fernsehserie Hardys Bordbuch, die bei Radio Bremen in den 1960er Jahren entstand. Ende der 1980er Jahre fand Hardys Bordbuch in der Fernsehreihe Weltenbummler bei der ARD eine Fortsetzung, die bis 1995 produziert wurde.
In den 1980er Jahren zog sich Krüger zunehmend aus dem Filmgeschäft zurück und widmete sich verstärkt dem Schreiben sowie seiner Sendung Weltenbummler. 2011 stand er nach über zwei Jahrzehnten an der Seite von Dennenesch Zoudé für den ZDF-Fernsehfilm Familiengeheimnisse – Liebe, Schuld und Tod wieder vor der Kamera. Dabei erklärte er, dass er sich nicht ganz von der Schauspielerei zurückgezogen habe, aber wählerisch in Bezug auf die angebotenen Rollen geworden sei.

### Schriftsteller

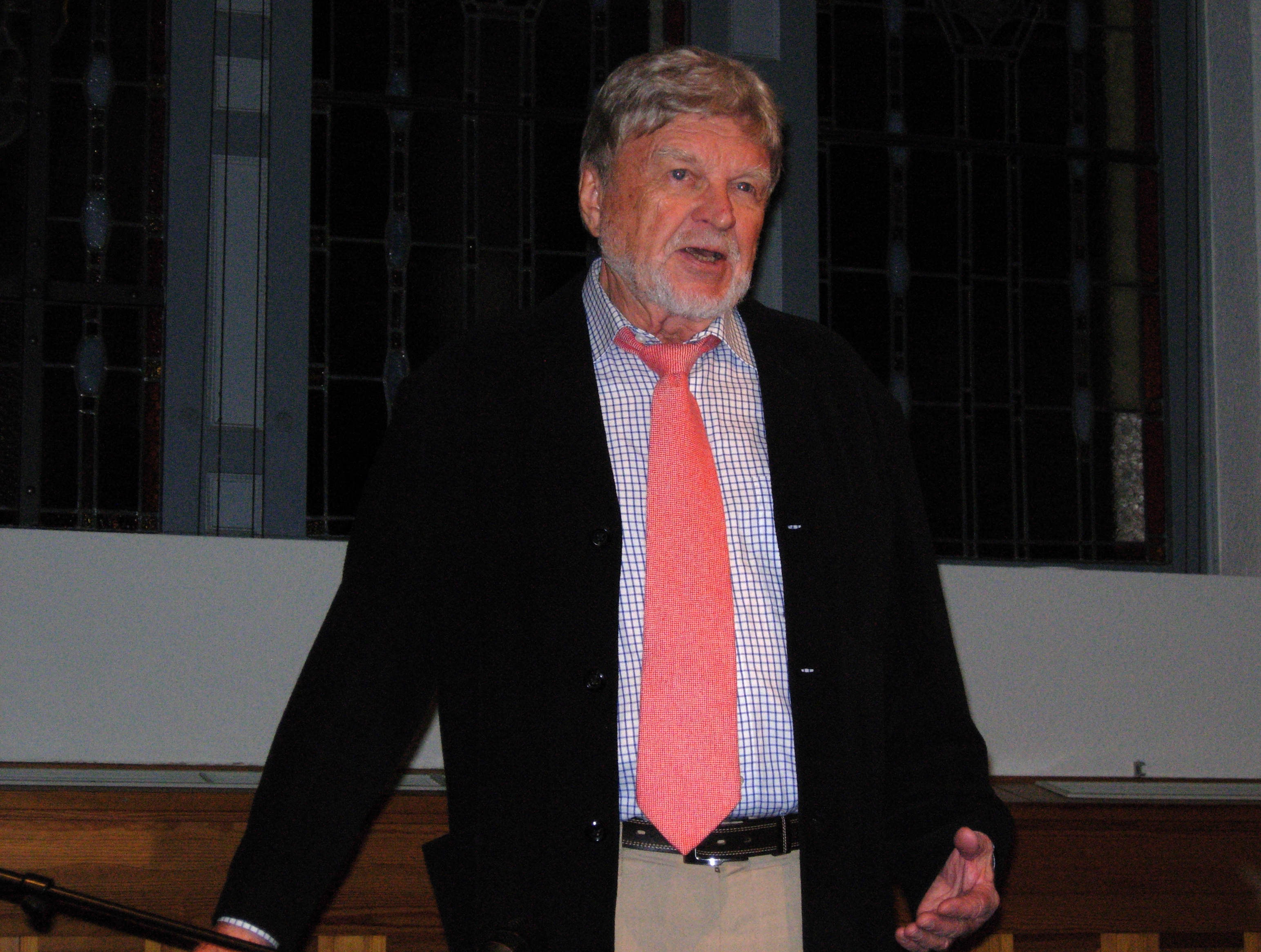
Hardy Krüger (2009)

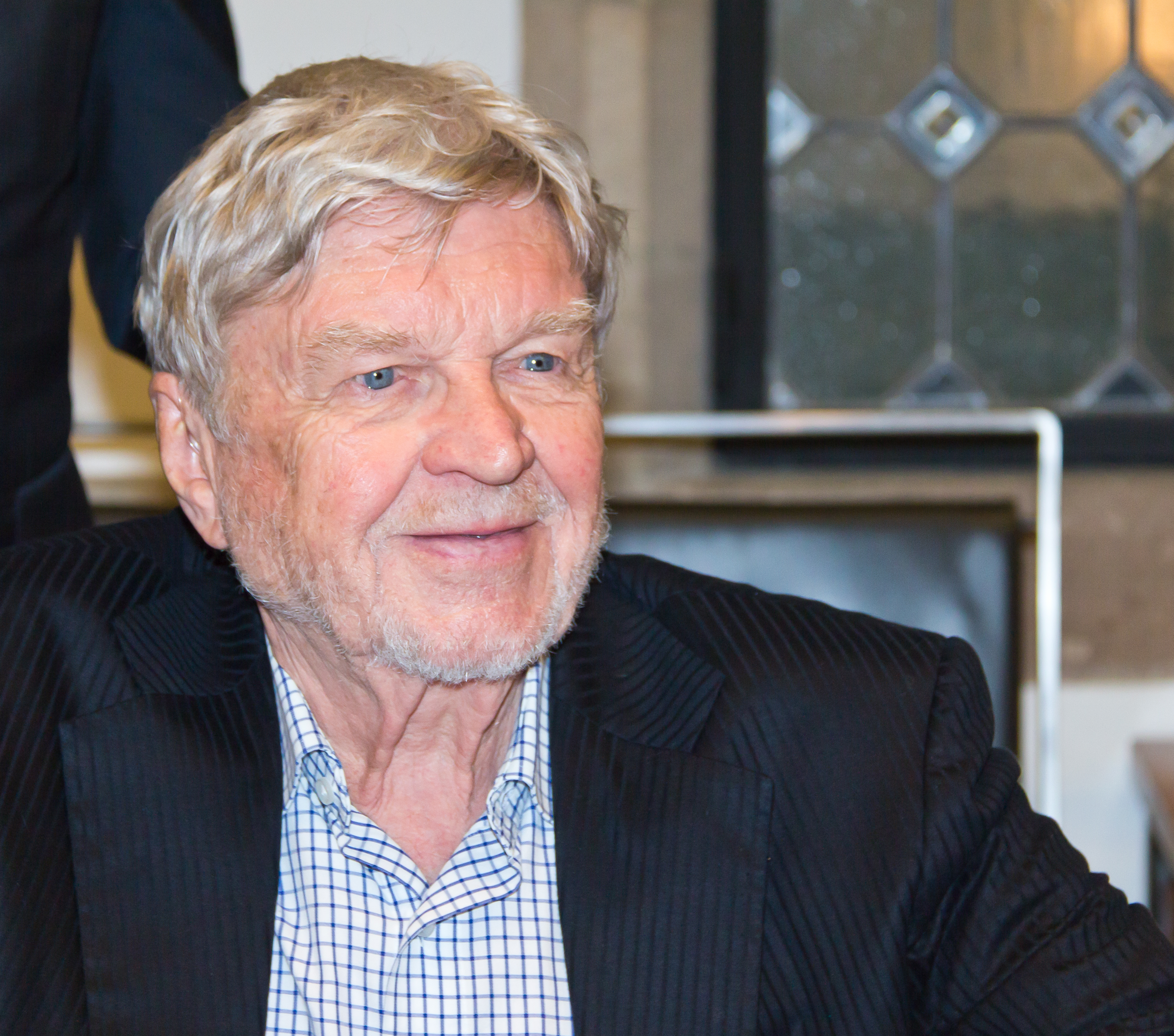
Hardy Krüger (2013)

1970 begann Krüger eine zweite Karriere als Schriftsteller. Er veröffentlichte mehrere Romane, Erzählungen und Erlebnisberichte, in denen er auf seine Erfahrungen als weitgereister Kosmopolit zurückgreifen konnte.

### Öffentliches Engagement
Wegen der Erfahrungen seiner Jugendzeit, insbesondere durch den Zweiten Weltkrieg geprägt, engagierte sich Krüger über viele Jahre gegen Rechtsextremismus. Unter anderem unterstützte er die Amadeu Antonio Stiftung.
Krüger wirkte in dem Dokumentarfilm Von Werra von Werner Schweizer mit. Der Film schildert kommentarlos den Aufstieg des NS-Fliegerhelden Franz von Werra in der Zeit des Nationalsozialismus. Die vom Regisseur angeführten Bilder und Zitate sprechen für sich. Das Drehbuch basiert auf der Dissertation Zwischen Ancien Régime und Moderne: Die Adelsfamilie von Werra des Historikers Wilfried Meichtry. Krüger, der von Werra 1957 im Film Einer kam durch gespielt hatte, liest in dessen Aufzeichnungen und schildert seine eigene Kindheit. 
Krügers Flucht aus dem Prisoners of War Camp bei Kriegsende wird der Flucht von Werras nach New Orleans gegenübergestellt. Die Abfolgen der Szenen, Verschränkung der Handlungen, der Dokumente und Themen sind beabsichtigt, um die filmisch gegenübergestellten Personen im Doppelporträt zu kontrastieren. Krüger hat als Jugendlicher in einer NS-Eliteschule wie Franz von Werra einen instrumentalisierten und ganz bestimmten „Traum vom Fliegen“ geträumt. Wie von Werra spielte auch Krüger eine Rolle in der NS-Propaganda.
Später wurden Krügers Ansichten kritischer, als er die Filme von jüdischen Regisseuren kennenlernte. In Auseinandersetzung mit der eigenen Geschichte stellt er in der Dokumentation Von Werra fest, dass sein Leben und das Franz von Werras ab einem Zeitpunkt gegensätzlich verlaufen seien. Von Werra habe alles daran gesetzt, nachdem er einmal in britische Kriegsgefangenschaft geraten war, ins nationalsozialistische Deutschland zurückzukehren. Krüger dagegen schildert, dass er später alles getan habe, sich der NS-Diktatur zu entziehen und zudem bei Kriegsende aus Deutschland herauszukommen. Krüger wird dabei sowohl zu seinem eigenen Rollenverständnis in Einer kam durch befragt als auch zur Funktion seiner Darstellung im Nachkriegsdeutschland.

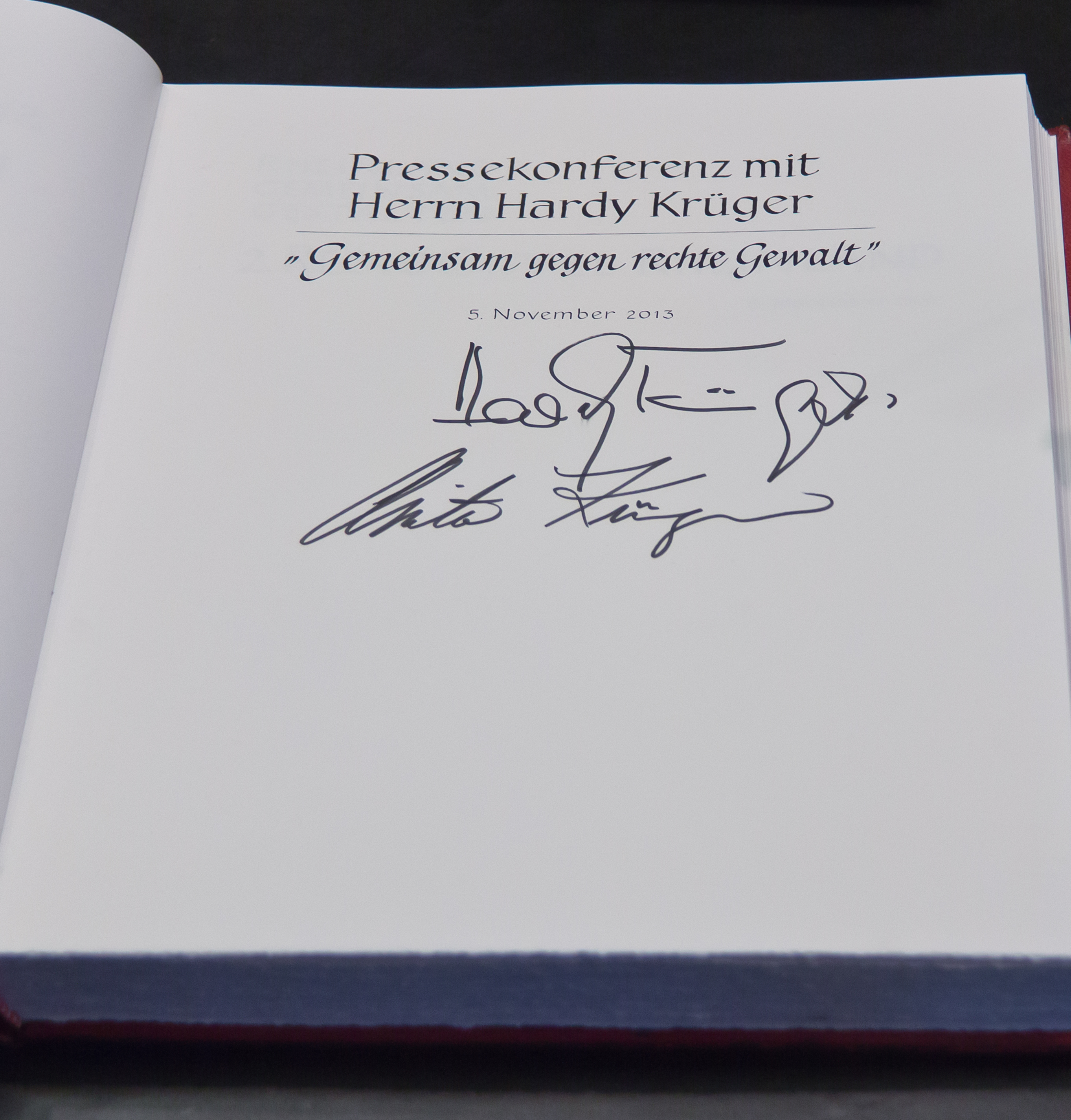
Unterschriften von Hardy Krüger und Anita Krüger in das Gästebuch der Stadt Köln anlässlich der Pressekonferenz im Historischen Rathaus Köln, 2013

2013 gründete Krüger zusammen mit Exit Deutschland, Klaus Bednarz, Hark Bohm und Dieter Hallervorden die Initiative Gemeinsam gegen rechte Gewalt. Ziel der Initiative ist die Präventionsarbeit gegen Rechtsextremismus. Außerdem war er Unterstützer von Mut gegen rechte Gewalt.

## Privatleben
Krüger war von 1950 bis 1964 mit der Schauspielerin Renate Densow (1918–2006) verheiratet; Densows 1945 geborene Tochter Christiane Krüger wurde 1954 von Krüger adoptiert.
Seine zweite Ehefrau war von 1964 bis 1977 die italienische Malerin Francesca Marazzi. Aus dieser Ehe gingen Malaika Krüger (* 1967) und Hardy Krüger junior (* 1968) hervor, die ebenfalls Schauspieler wurden.
In den 1960er und 1970er Jahren besaß und bewohnte Krüger die Momella Wildlife Lodge in Tansania am Fuße des Mount Meru, die als Kulisse für den Film Hatari! erbaut wurde.
Ab 1978 lebte er in dritter Ehe mit der US-amerikanischen Fotografin und Autorin Anita Park in Kalifornien und Hamburg. Bis 2013 bewohnte das Ehepaar ein Blockhaus nahe dem Lake Arrowhead in einem Waldgebiet der San Bernardino Mountains oberhalb von Los Angeles. Danach wohnte er in Palm Springs, wo er im Januar 2022 im Alter von 93 Jahren starb.

## Auszeichnungen und Ehrungen (Auswahl)
Erhaltene Auszeichnungen
- 1959: Bravo Otto (Bronze)
- 1960: Bravo Otto (Silber)
- 1983: Deutscher Filmpreis
- 1987: Goldene Kamera

Stern von Hardy Krüger auf dem Boulevard der Stars beim Potsdamer Platz in Berlin

- 2001: Ritter der französischen Ehrenlegion
- 2002: Bayerischer Filmpreis, Ehrenpreis
- 2008: Bambi, Ehrenpreis für sein Lebenswerk
- 2009: Verdienstorden der Bundesrepublik Deutschland (Großes Verdienstkreuz)
- 2011: Jupiter Award für sein Lebenswerk
- 2014: Stern auf dem Boulevard der Stars in Berlin

Nominierungen
- 1954: Deutscher Filmpreis in Silber für Solange Du da bist
- 1962: Deutscher Filmpreis in Gold für Zwei unter Millionen
- 1966: Golden Globe Award für Der Flug des Phoenix

## Filmografie
- 1944: Junge Adler
- 1949: Diese Nacht vergess ich nie!
- 1949: Kätchen für alles
- 1949: Das Fräulein und der Vagabund
- 1950: Das Mädchen aus der Südsee
- 1950: Insel ohne Moral
- 1951: Schön muß man sein
- 1951: Mein Freund, der Dieb
- 1952: Ich heiße Niki
- 1952: Alle kann ich nicht heiraten
- 1952: Illusion in Moll
- 1953: Die Jungfrau auf dem Dach
- 1953: Solange Du da bist
- 1953: Muß man sich gleich scheiden lassen
- 1953: Ich und Du
- 1954: Der letzte Sommer
- 1955: An der schönen blauen Donau
- 1955: Der Himmel ist nie ausverkauft
- 1955: Alibi
- 1956: Die Christel von der Post
- 1956: Liane, das Mädchen aus dem Urwald
- 1957: Einer kam durch (The One That Got Away)
- 1957: Der Fuchs von Paris
- 1957: Banktresor 713
- 1958: Gestehen Sie, Dr. Corda!
- 1958: Mit dem Kopf durch die Wand (Bachelors of Hearts)
- 1959: Die tödliche Falle (Blind Date)
- 1959: Der Rest ist Schweigen
- 1959: Die Gans von Sedan (Une fleur au fusil)
- 1960: Bumerang
- 1960: Taxi nach Tobruk (Un taxi pour Tobrouk)
- 1961: Zwei unter Millionen
- 1961: Der Traum von Lieschen Müller
- 1962: Hatari!
- 1962: Sonntage mit Sybill (Les dimanches de Ville d'Avray)
- 1963: Hardys Bordbuch – Regie: Hardy Krüger (Fernsehserie, bis 1968)
- 1964: Sein größter Dreh (Le gros coup)
- 1965: Die Versuchung heißt Jenny (Los pianos mecánicos)
- 1965: Und die Wälder werden schweigen (Le chant du monde)
- 1965: Der Flug des Phoenix (The Flight of the Phoenix)
- 1966: Lautlose Waffen (The Defector)
- 1967: Ein Mädchen wie das Meer (La grande Sauterelle)
- 1968: Le Franciscain de Bourges
- 1969: Die Schlacht an der Neretva (Bitka na Neretvi)
- 1969: Die Nonne von Monza (La monaca di Monza)
- 1969: Das rote Zelt (La tenda rossa)
- 1969: Das Geheimnis von Santa Vittoria (The Secret of Santa Vittoria)
- 1971: Diabolisch (Night Hair Child)
- 1971: Das Messer (Dreiteiliger Fernsehfilm)
- 1972: Im Alleingang (Le solitaire) – Regie: Alain Brunet
- 1972: Die Hinrichtung (Death of a Stranger) – Regie: Reza S. Badiyi, Uri Massad
- 1973: Die fünfte Offensive – Kesselschlacht an der Sutjeska (Sutjeska)
- 1974: Papier Tiger (Paper Tiger)
- 1975: Barry Lyndon
- 1975: Potato Fritz
- 1977: Die Brücke von Arnheim (A Bridge Too Far)
- 1977: Die Wildgänse kommen (The Wild Geese)
- 1978: Die Sturmfahrt der Blue Fin (Blue Fin) – Regie: Carl Schultz
- 1981: Feine Gesellschaft – beschränkte Haftung
- 1982: Flammen am Horizont (Wrong Is Right)
- 1982: Die Welt von oben – Regie: Dieter Seelmann, Hardy Krüger (Fernseh-Dokumentarserie)
- 1984: Inside Man – Der Mann aus der Kälte (The Inside Man)
- 1986: Sonnenschauer – Regie: Christian Görlitz (Episode aus der Fernsehserie: Geschichten aus der Heimat)
- 1986: Wiedersehen im Herbst – Regie: Mario Adorf (Fernsehspiel)
- 1987–1995: Weltenbummler – Regie: Hardy Krüger (ARD-Dokumentar-Fernsehreihe)
- 1988–1989: Feuersturm und Asche (War and Remembrance, Miniserie, 3 Folgen)
- 2002: Von Werra – Regie: Werner Schweizer, Dokumentation
- 2011: Familiengeheimnisse – Liebe, Schuld und Tod (Fernsehfilm)

## Hörspiele (Auswahl)
- 1946: Robert Louis Stevenson: Die Schatzinsel (Jim Hawkins) – Regie: Gustav Burmester (Hörspielbearbeitung – NWDR Hamburg)
- 1948: Manfred Hausmann: Abel mit der Mundharmonika (Jumbo) – Regie: Gustav Burmester (Hörspielbearbeitung – NWDR Hamburg)
- 1948: Archibald MacLeish: Der Eroberer – Regie: Hans Quest (Hörspielbearbeitung – NWDR Hamburg)
- 1948: Wilhelm T. Wulff: Hörspiele der Zeit (5. Folge: Generalstab der schwarzen Kunst) Nach den Aufzeichnungen des Astrologen Himmlers (Oberscharführer) – Regie: Ludwig Cremer (Hörspielbearbeitung – NWDR Hamburg)
- 1948: Herman Melville: Moby Dick oder Der weiße Wal (1. Teil) – Regie: Gustav Burmester (Hörspielbearbeitung – NWDR Hamburg)
- 1949: Hans Egon Gerlach: Goethe erzählt sein Leben (27. und 34. Teil) – Regie: Mathias Wieman (Hörbild – NWDR Hamburg)
- 1949: Werner Bergengruen: Die silbernen Augen (Markus Koberger) – Regie: Gustav Burmester (Hörspielbearbeitung – NWDR Hamburg)
- 1949: Harro-Heinz Jacobsen: John mit der rostigen Stimme (Frings) – Regie: Fritz Schröder-Jahn (Hörspiel – NWDR Hamburg)
- 1949: Hans Wolfgang Hillers: Frauen ohne Hafen (Kurtchen) – Regie: Gustav Burmester (Hörspiel – NWDR Hamburg)
- 1950: Edward H. Smith: Kopf oder Zahl (Panut, Journalist) – Regie: Fritz Schröder-Jahn (Hörspielbearbeitung, Kurzhörspiel, Kriminalhörspiel – NWDR Hamburg)
- 1950: C. W. Ceram: Götter, Gräber und Gelehrte (1. Teil: Der Faden der Ariadne) (Der junge Schliemann) – Regie: Gustav Burmester (Hörbild, Hörspielbearbeitung – NWDR Hamburg)
- 1950: Thor Heyerdahl: Kon-Tiki – Abenteuer in der Unendlichkeit. Hörfolge nach dem Expeditionsbericht einer Floßfahrt über den Pazifik (Thorstein Raaby) – Regie: Gerlach Fiedler (Hörbild, Hörspielbearbeitung – NWDR Hamburg)
- 1951: Christopher Fry: Die Dame ist nicht fürs Feuer (Richard, ein Schreiber) – Regie: Heinrich Koch (Hörspielbearbeitung – NWDR Hamburg)
- 1951: Lars Levi Læstadius: Das Hörspiel des Auslands: Der zerschlagene Spiegel (Wilhelm Svensson) – Regie: Gustav Burmester (Hörspielbearbeitung – NWDR Hamburg)
- 1951: Charles Dimont: Karfreitag (Longinus) – Regie: Fritz Schröder-Jahn (Original-Hörspiel – NWDR Hamburg)
- 1951: Ernst Schnabel: Interview mit einem Stern. Tagebuch eines Fluges um die Erde – Regie: Fritz Schröder-Jahn (Feature – NWDR Hamburg)
- 1951: Gisela Prugel: So einer wie ich (Der Junge) – Regie: Hans Rosenhauer (Originalhörspiel, Kurzhörspiel – NWDR Hamburg)
- 1951: Gerd Nickstadt, Hans-Dieter Bove: Das Geheimnis der Yosemite-Indianer (Henry Winter) – Regie: Kurt Reiss (Hörspiel – NWDR Hamburg)
- 1951: Heinz Gartmann: Der Weg zum Weltraumschiff. Hörfolge über die Entwicklung der Raketen – Regie: Fritz Schröder-Jahn (Hörbild – NWDR Hamburg)
- 1951: Oliver La Farge: Der große Nachtgesang (Lachender Knabe) – Regie: Heinz-Günter Stamm (Hörspielbearbeitung – BR)
- 1951: Gerdt von Bassewitz: Peterchens Mondfahrt – Regie: Heinz-Günter Stamm (Hörspielbearbeitung – BR)
- 1952: Günter Eich: Die Andere und ich (Antonio) – Regie: Gustav Burmester (Originalhörspiel – NWDR Hamburg)
- 1952: Giuseppina Ferioli: Zwischen Start und Ziel (Er) – Regie: Peter Thomas (Hörspiel – RIAS)
- 1953: Marcel Achard: Jan der Träumer (Clotaire) – Regie: Raoul Wolfgang Schnell (Hörspielbearbeitung – NWDR)
- 1953: Harald Vock: In vielen Häusern wohnen sie (McCormick) – Regie: Carl Nagel (Hörspiel – RB)
- 1953: Manfred Rössner: Karl III. und Anna von Österreich. Eine kleine musikalische Liebesgeschichte (Karl III.) – Regie: Heinz-Günter Stamm (Hörspielbearbeitung – BR)
- 1953: Renate Uhl: Penny (Jack) – Regie: Heinz-Günter Stamm (Hörspielbearbeitung – BR)
- 1955: Bruni Löbel: Fanta und Tasie (Albert, Schriftsteller) – Regie: Ulrich Lauterbach (Hörspiel – HR)
- 1956: Paul Géraldy: Die jungen Herren (Jacques) – Regie: Eduard Hermann (Hörspiel – WDR)
- 1956: Gisela Prugel: Apoll an der Seine (Maurice Vannier, Buchhändler) – Regie: Kurt Reiss (Hörspielbearbeitung – NDR)
- 1958: Heinz-Günter Deiters: Ein Blinder geht durch die Stadt (Der Blinde) – Regie: Kurt Reiss (Hörspiel – NDR)

## Bücher
- Eine Farm in Afrika. Rowohlt, Reinbek 1970; Bastei Lübbe, Bergisch Gladbach 1993, ISBN 3-404-12020-5.
- Sawimbulu, München 1971; Neuausgabe 1982, ISBN 3-88010-110-4.
- Die Kinder von der Kastner-Farm, München 1973, ISBN 3-505-03794-X.
- Wer stehend stirbt, lebt länger. Roman, Percha 1973; Bastei Lübbe, Bergisch Gladbach 1993, ISBN 3-404-11981-9.
- Schallmauer. Roman, München 1978; ISBN 3-404-11965-7.
- Die Frau des Griechen. Erzählungen, München 1980; Lübbe, Bergisch Gladbach 1995, ISBN 3-404-12273-9.
- Junge Unrast, Roman. Bertelsmann, München 1983, ISBN 3-570-01399-5.
- Sibirienfahrt. Tagebuch einer Reise. Blanvalet, München 1985, ISBN 3-7645-3174-6.
- Frühstück mit Theodore. Roman. Lübbe, Bergisch Gladbach 1990, ISBN 3-7857-0591-3.
- Weltenbummler, 3 Bände:
  - Reisen zu Menschen und Göttern. Lübbe, Bergisch Gladbach 1992, ISBN 3-7857-0649-9.
  - Willkommen auf fünf Kontinenten. Lübbe, Bergisch Gladbach 1994, ISBN 3-7857-0744-4.
  - Glückliche Tage auf dem blauen Planeten. Lübbe, Bergisch Gladbach 1996, ISBN 3-7857-0844-0.
- Wanderjahre. Begegnungen eines jungen Schauspielers. Lübbe, Bergisch Gladbach 1998; Taschenbuch ebd. 2000, ISBN 3-404-14434-1.
- Szenen eines Clowns. Lübbe, Bergisch Gladbach 2001; Taschenbuch ebd. 2003, ISBN 3-404-61533-6.
- Zarte Blume Hoffnung. Liebesbriefe aus einer geteilten Stadt. Roman. Lübbe, Bergisch Gladbach 2005; Taschenbuch ebd. 2007, ISBN 978-3-404-92250-5.
- Die andere Seite der Sonne. Erzählungen. Lübbe, Bergisch Gladbach 2007; Taschenbuch ebd. 2009, ISBN 978-3-404-16323-6.
- Tango africano. Roman. Lübbe, Köln 2010; Taschenbuch ebd. 2012, ISBN 978-3-404-16692-3.
- Was das Leben sich erlaubt. Mein Deutschland und ich. Hoffmann und Campe, Hamburg 2016, ISBN 978-3-455-50397-5.
- Ein Buch von Tod und Liebe. Erzählungssammlung. Hoffmann und Campe, Hamburg 2018, ISBN 978-3-455-00421-2.